# كيرك موريسون
كيرك موريسون (بالإنجليزية: Kirk Morrison)‏ هو لاعب كرة قدم أمريكية أمريكي، ولد في 19 فبراير 1982 في أوكلاند في الولايات المتحدة.

## وصلات خارجية
- الموقع الرسمي
- كيرك موريسون على موقع مرجع كرة القدم المحترفة.كوم (الإنجليزية)